# Allium talassicum
Allium talassicum är en amaryllisväxtart som beskrevs av Eduard August von Regel. Allium talassicum ingår i släktet lökar, och familjen amaryllisväxter. Inga underarter finns listade i Catalogue of Life.